# Lingsugur
Lingsugur (o Lingasugur) è una suddivisione dell'India, classificata come town panchayat, di 27.301 abitanti, situata nel distretto di Raichur, nello stato federato del Karnataka. In base al numero di abitanti la città rientra nella classe III (da 20.000 a 49.999 persone).

## Geografia fisica
La città è situata a 16° 10' 0 N e 76° 31' 0 E e ha un'altitudine di 498 m s.l.m..

## Società

### Evoluzione demografica
Al censimento del 2001 la popolazione di Lingsugur assommava a 27.301 persone, delle quali 13.926 maschi e 13.375 femmine. I bambini di età inferiore o uguale ai sei anni assommavano a 4.336, dei quali 2.246 maschi e 2.090 femmine. Infine, coloro che erano in grado di saper almeno leggere e scrivere erano 15.115, dei quali 9.031 maschi e 6.084 femmine.